# El jutge Fayard anomenat el xèrif
El jutge Fayard anomenat el xèrif (títol original en francès: Le Juge Fayard dit le sheriff) és una pel·lícula francesa dirigida per Yves Boisset, el 1977. Ha estat inspirada en l'assassinat del jutge François Renaud el 3 de juliol de 1975. Ha estat doblada al català.

## Argument
Un jove jutge, de motiu « el Xèrif » per la seva integritat i dels seus mètodes poc ortodoxes en el món de la magistratura, investiga a Sant-Etiève sobre un tema delicat: un cas d'atracament d'una estació de servei amb agressió, que implicaria de rebot personatges ben situats.
En una ciutat de províncies, el jove jutge Jean-Marie Fayard, no vacil·la a inculpar els poderosos, sense por a ser cridat a l'ordre per la seva jerarquia. Un dia, després d'haver-hi provocat una viva polèmica amb els seus superiors jeràrquics per haver detingut un gran patró culpable de diversos mancances mortals en la seguretat dels seus obrers (tot i tenir poderoses relacions polítiques), li confien un fosc afer d'atracament amb agressió. Un dels malfactors implicats ha estat formalment reconegut pel garagista agredit. Però l'agressor, de motiu Paulo, disposa d'una coartada a tota prova. Una investigació aprofundida porta Fayard a sospitar que el sospitós s'ha beneficiat d'un testimoniatge de conveniència, i a deduir-ne que importants personatges estan també implicats en aquesta història. Fayard deté el responsable d'una societat de vigilància que aviat és trobat assassinat. El jutge i la seva companya són llavors amenaçats. Malgrat les pressions i les amenaces de représailles, Fayard està més que decidit a prosseguir les seves investigacions. Ajudat per l'inspector Marec, remunta fins al Doctor, un criminal que sembla preparar un gran cop des de la presó on està près. Però aquesta afer és molt perillós, perquè barreja el bandolerisme amb la política.

## Repartiment
- Patrick Dewaere: el jutge Jean-Marie Fayard
- Aurore Clément: Michèle Louvier
- Philippe Léotard: l'inspector Marec
- Michel Auclair: Simon Pradal, anomenat El Doctor
- Jean Bouise: el fiscal general Arnould
- Daniel Ivernel: Marcheron
- Jean-Marc Bory: Lucien Degueldre, anomenat Monsieur Paul
- Henri Garcin: el substitut Picot
- Jacques Spiesser: el jutge Jacques Steiner
- Marcel Bozzuffi: Joanno, el capità
- Roland Blanche: Paul Lecourtois, anomenat Paulo
- Philippe Brizard: El director de la presó
- Bernard Giraudeau: el jutge Davoust
- Jean Martin: El metge de l'hospital
- François Dyrek: Bouvines
- Jean-Marc Thibault: Camus
- René Bouloc: un periodista
- Georges Wod: mestre Lenormand
- Roger Ibanez: un germà Sotero
- Jacques Zanetti: segon germà Sotero
- Odile Poisson: Pichon
- Hélène Vallier: Una infermera
- Yves Afonso: Lecca, un guardaespatlles
- Marie-Pierre de Gérando: Fougerolles

## Al voltant de la pel·lícula
- El rodatge de la pel·lícula s'ha desenvolupat a Sant-Étienne i a Ais de Provença per les escenes del Palau de justícia.
- El nom d'una organització política anomenada Servei d'acció cívica (SAC) és clarament citada en la pel·lícula i ha estat considerat difamatori, com la utilització del nom d'un diputat nomenat Chalaberd, que podria recordar el d'un ministre existent (Albin Chalandon). Les rèpliques que contenen aquest nom de polític fictici han estar reemplaçades per d'uns altres fent referència a un nom semanticament més neutre. Després d'una decisió de la justícia, el nom del SAC ha estat reemplaçat per un « bip » en l'estrena. Amb la dissolució del SAC per François Mitterrand el 3 d'agost de 1982, la censura ha estat anul·lada.[3]
- Alguns membres de la Banda dels lionesos són sospitosos d'haver participat en l'assassinat del jutge Renaud.[4][5]

## Rebuda
En la seva estrena, El Jutge Fayard ha estat ben acollida per la crítica: per Pierre Billard del Journal du dimanche, es tracta d'una 
| « | pel·lícula que dona un cop de puny que sacseja la letargia del cinema francès | » |

, mentre Raymond Lefevre de La Saison Cinematographique, destaca que Boisset ha construït 
| « | tota la seva pel·lícula a partir d'una trobada entre la Sèrie Negra i la sàtira política | » |

 i 
| « | es converteix així en el múmero u d'un cinema autènticament popular i, malgrat certs esquematismes, amb èxit | » |

 i Jean-Paul Grousset del Canard Enchainé saluda l'actuació de Patrick Dewaere. Entre els crítics favorables a la pel·lícula, Michel Flacon de Le Point escriu que 
| « | Boisset té punch, i alé fins al final | » |

 i la redacció de L'Humanité Dimanche precisa que es tracta de la 
| « | més acabada i més madura de les pel·lícules de Boisset | » |

.

Tanmateix, Michel Mohrt del Figaro, critica el conformisme de Boisset, que vol fer, segons el crític, 
| « | un cinema que molesti i "faci reflexionar" | » |

, tot afegint que 
| « | el que "molestaria", seria mostrar-nos un jutge íntegre, encara que traditionalista, i que creu que un magistrat ha d'aplicar les lleis, no contestar-les i fer política | » |

.

## Premis i nominacions
Premis
- Premi Louis-Delluc 1976

Nominacions
- César al millor actor per Patrick Dewaere (1978)
- César al millor actor secundari per Philippe Léotard i Jean Bouise (1978)